# Puente de los Tirantes
El puente de los Tirantes es un puente atirantado asimétrico que cruza el río Lérez en la ciudad española de Pontevedra, uniendo el margen izquierdo con el margen derecho del río en la zona norte de la ciudad a la altura del Palacio de Congresos y Exposiciones de Pontevedra.
Diseñado por Leonardo Fernández Troyano y Francisco Javier Manterola Armisen en 1992, fue inaugurado en 1995. Es uno de los 33 puentes más singulares de España. El ingeniero jefe de obra fue Arsenio González Losada, quien también lo había sido en otro puente de la ciudad, el Puente de Santiago.

## Historia
La construcción del puente fue proyectada por la Junta de Galicia para conectar las dos orillas del río Lérez a principios de los años 1990 dentro de un proyecto de planificación urbana para el desarrollo del área noreste de la ciudad, en los terrenos desecados de una antigua marisma.
El proyecto incluyó la construcción del Palacio de Congresos y Exposiciones de Pontevedra y un puente atirantado para servir como salida norte de la ciudad.El jurado del concurso de anteproyectos para el diseño preliminar del puente, presidido por el Consejero de Política Territorial, Obras Públicas y Vivienda de la Junta de Galicia, José Cuíña, anunció su decisión el 15 de diciembre de 1991.
La construcción del puente estuvo condicionada por las mareas de la Ría de Pontevedra con variaciones de nivel del mar de más de 4 metros. Esta circunstancia forzó un proceso de construcción independiente del agua y el puente tuvo que ser construido mediante un sistema de voladizos sucesivos.
El 13 de mayo de 1995, la estructura fue sometida a una prueba de carga, con un total de 480.000 kg distribuidos en 16 camiones que causaron una deformación máxima de 19,3 cm del tablero inferior. Una vez esta prueba de carga se completó exitosamente, el puente quedó abierto al tráfico el 26 de mayo de 1995 y desde entonces es uno de los símbolos de modernidad de la ciudad.

## Descripción
El puente tiene una longitud total entre pilares de 125 metros sin soportes intermedios, y tiene un pilón o una torre inclinada de hormigón de 63 metros de altura de la cual emergen 17 pares de cables de acero, los delanteros sujetando el tablero de vigas cajón de hormigón, y los traseros apoyados en dos bases de hormigón en el suelo, sirviendo como contrapeso para equilibrar las fuerzas de la torre o pilón. El ancho del tablero del puente es de 20 metros.
El tablero del puente está atirantado y sujeto al eje mediante dos haces de cables gemelos, los cuales están anclados en el centro de la sección cada 6 metros con una separación de 0,70 metros entre ellos. La torre inclinada o pilón sirve de anclaje para los tirantes delanteros que soportan el tablero del puente y los tirantes de compensación. 
El modo en el que el puente se percibe varía según las condiciones meteorológicas. Las variaciones de la luz, o la intensidad del viento, cambian la percepción del puente cuando el viento balancea sus cables o tirantes y produce un ruido característico.
En su origen el puente de los Tirantes tenía 4 carriles de circulación, pero en 2013, uno de estos carriles fue eliminado para integrar un carril bici.
Los tirantes de acero crean una curiosa imagen reflejados en el agua y, cuando hay viento, hacen un ruido característico y espectacular. 

## Galería

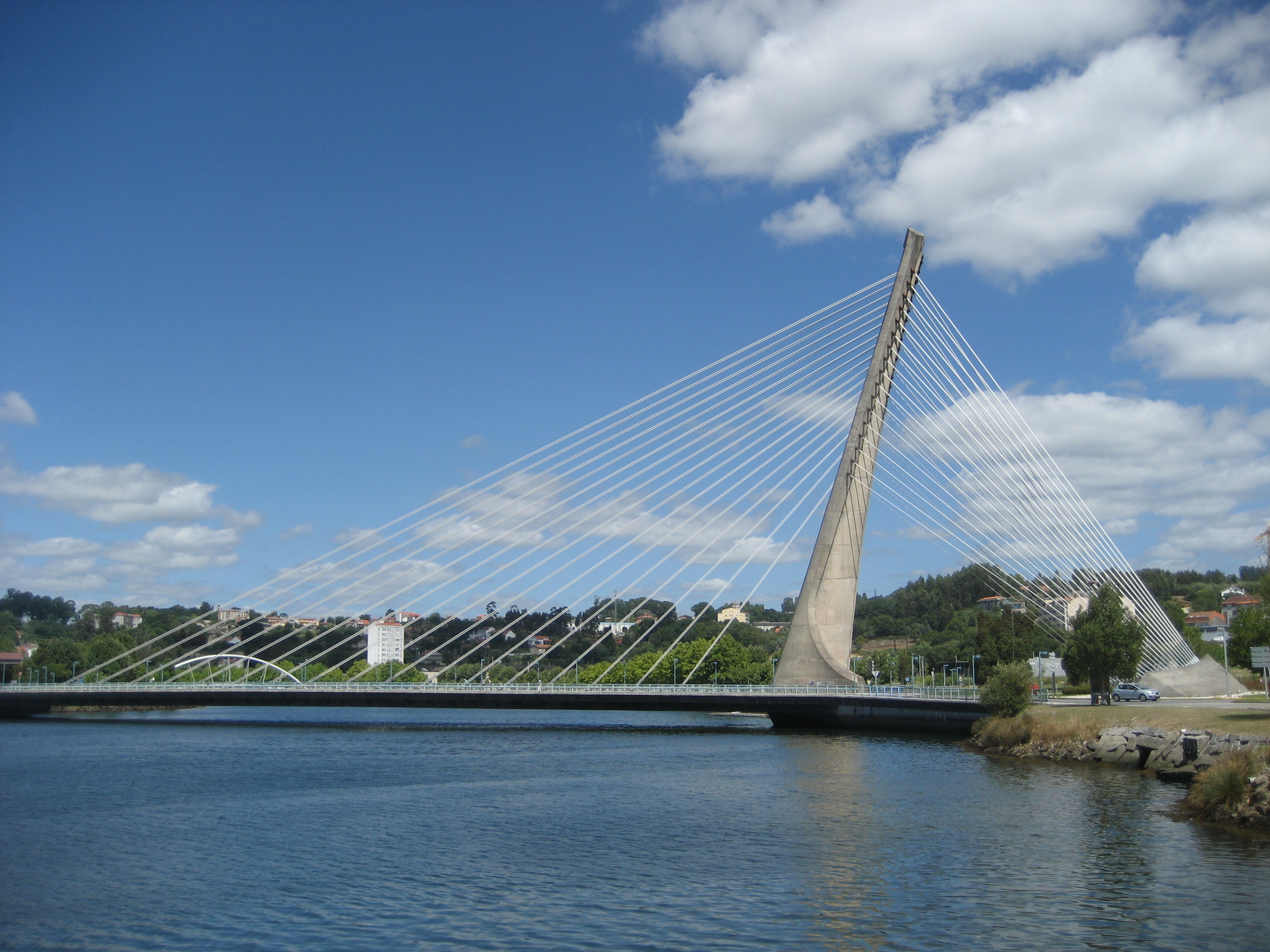
Puente de los Tirantes
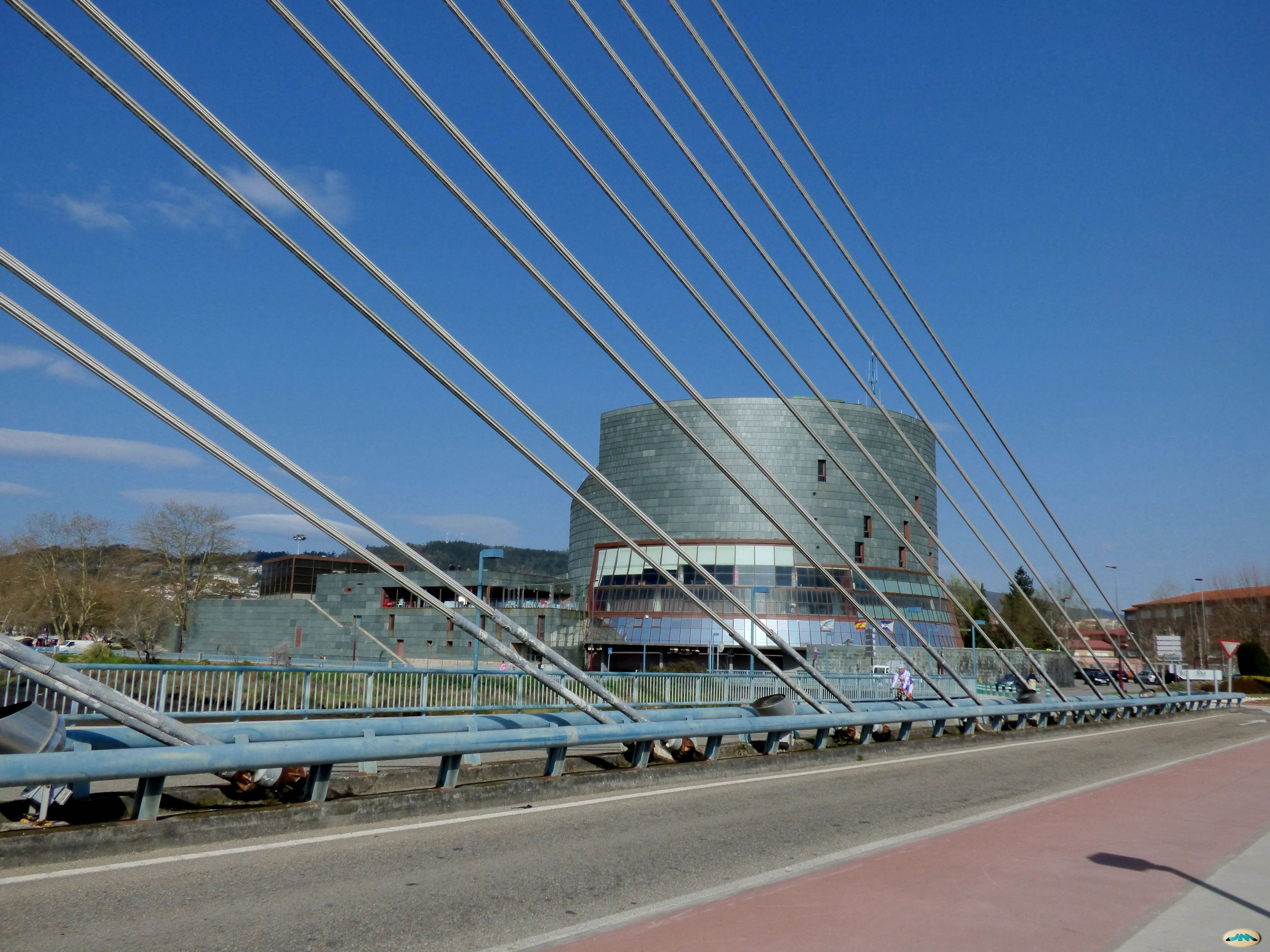
Puente de los Tirantes y Palacio de Congresos y Exposiciones de Pontevedra
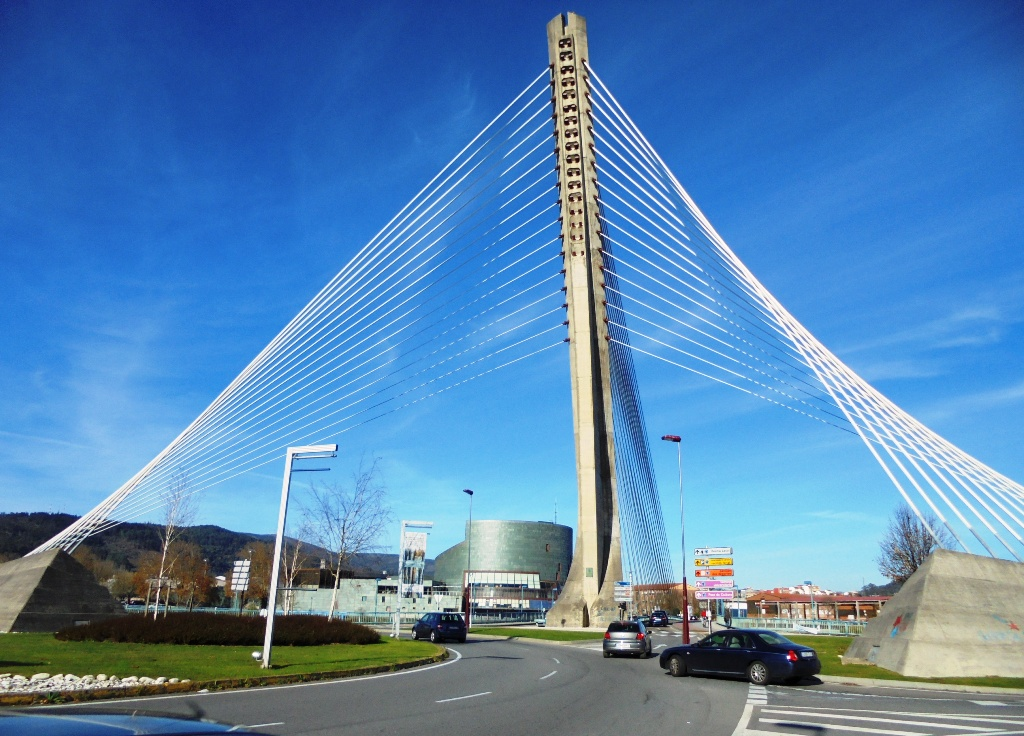
Torre inclinada y bases de hormigón armado
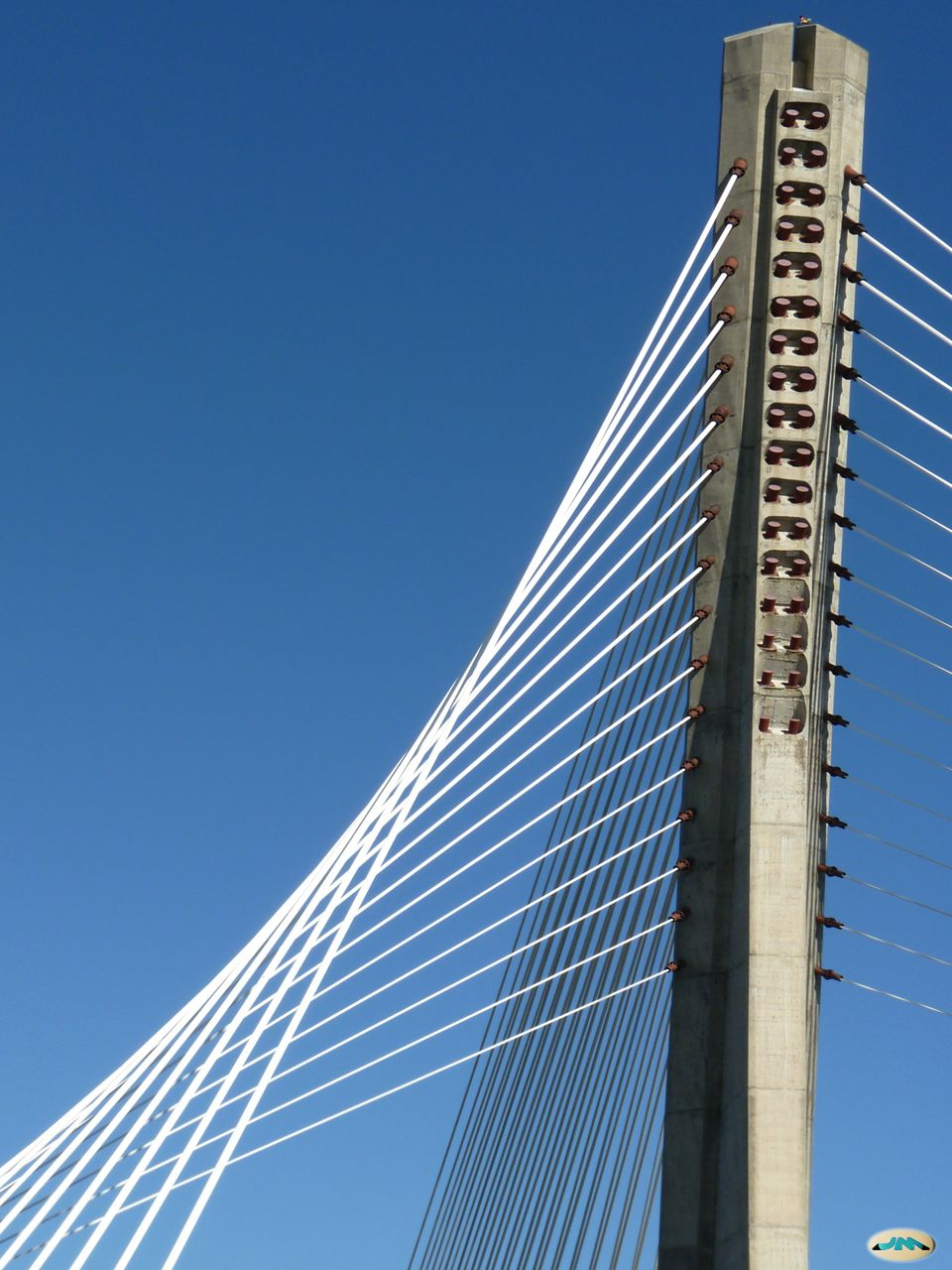
Pilón y cables de acero
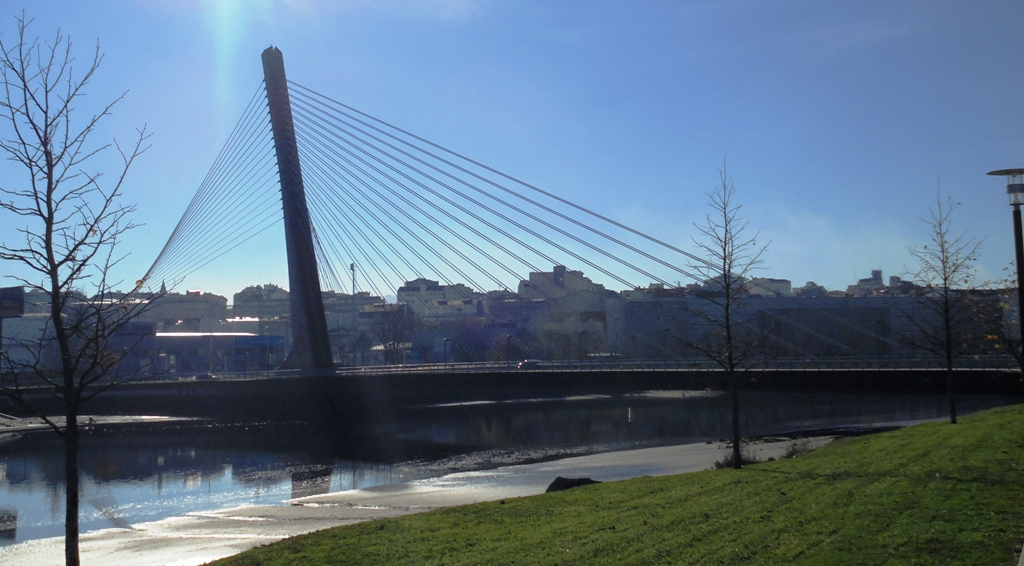
El puente y la ciudad
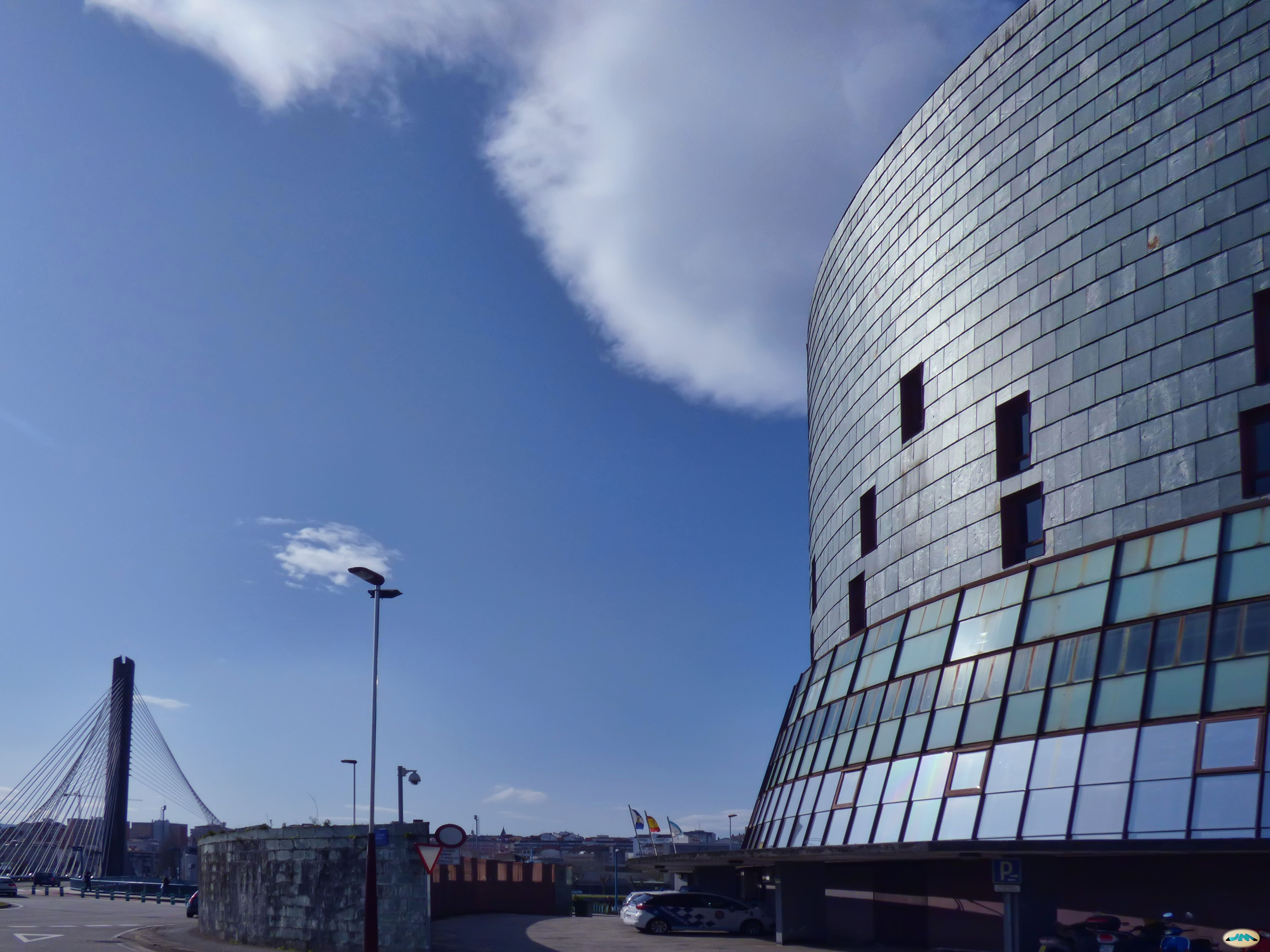
El Auditorio y el puente al fondo
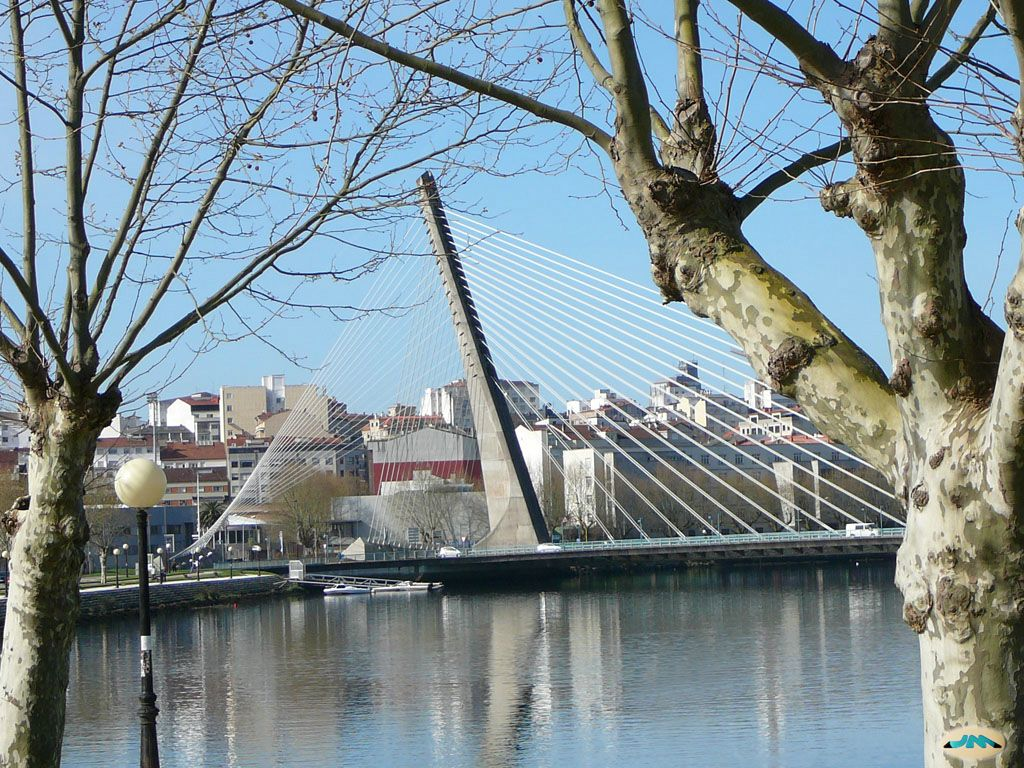
El puente y la ciudad de fondo
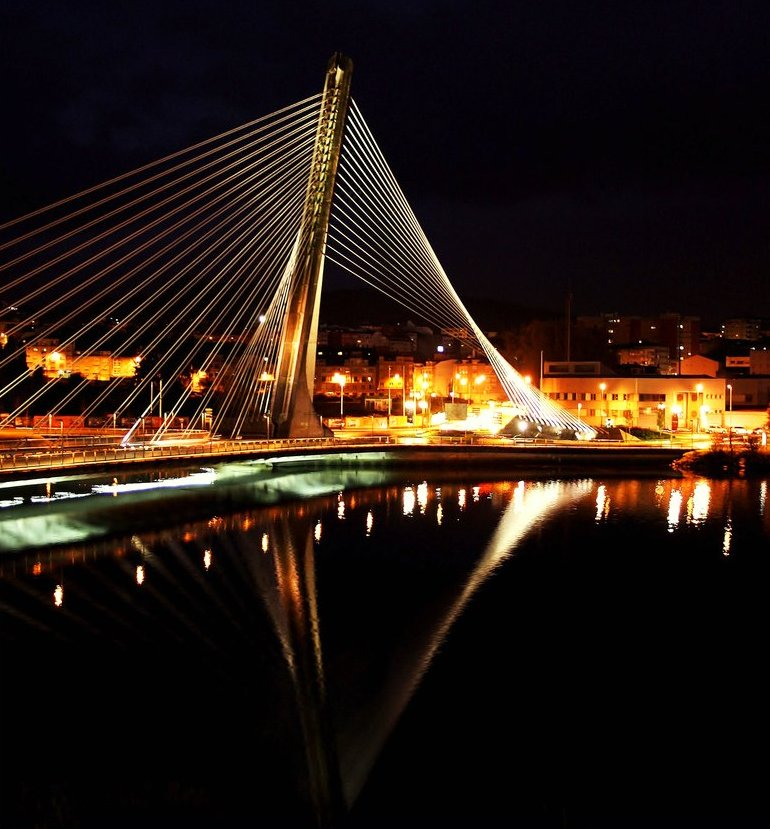
El puente por la noche